# Ignacy Skorobohaty
Ignacy Skorobohaty (ur. 21 stycznia 1898 w Nieświeżu, zm. 1 listopada 1942 nad Zatoką Biskajską) – major pilot, obserwator Wojska Polskiego, uczestnik wojny polsko-bolszewickiej i II wojny światowej, kawaler Orderu Virtuti Militari.

## Życiorys

### Wojna polsko-bolszewicka
Wstąpił do odrodzonego Wojska Polskiego i otrzymał przydział do 1 eskadry wywiadowczej. W czasie wojny polsko-bolszewickiej wykonywał loty  rozpoznawcze oraz brał udział w atakach na oddziały Armii Czerwonej. 10 czerwca 1920 roku, wraz z pil. Pawłem Janeczko na samolocie Salmson 2A2, wystartował z  lotniska Porubanek i poprowadził dwie załogi na rozpoznanie rejonu Połocka i bombardowanie mostów pontonowych na Dźwinie. W wyniku ataku uszkodzono dwa mosty. Nie bez znaczenia był też efekt psychologiczny, jakim było przeprowadzenie skutecznego ataku na cele w głębi terytorium zajmowanego przez oddziały nieprzyjaciela. W drodze powrotnej załoga Skorobohaty-Janeczko lądowała przymusowo z braku paliwa, ponieważ lotnicy zabrali większy niż dopuszczalny ładunek bomb.
3 sierpnia brał udział w locie wywiadowczym w rejon Ostrołęki, Łomży i Zambrowa, którego celem było nawiązanie łączności z odciętymi oddziałami polskiej kawalerii. Pomimo silnego ognia przeciwlotniczego oddziałów Armii Czerwonej udało mu się nawiązać łączność z polskimi szwadronami, za co został wyróżniony pochwałą od gen. Józefa Hallera.
28 sierpnia, wraz z ppor. pil. Gustawem Gwizdalskim, wspierał oddziały Brygady Górskiej prowadzącej atak w kierunku Gródka. Atakowali nieprzyjacielskie oddziały piechoty i kawalerii pod Odelskiem oraz bolszewicki pociąg pancerny, który zmusili do wycofania się z rejonu walk.

### II Rzeczpospolita
Po zakończeniu działań wojennych został skierowany na kursy w Oficerskiej Szkoły Obserwatorów Lotniczych w Toruniu, Bydgoskiej Szkole Pilotów oraz  Wyższej Szkole Pilotów w Grudziądzu
.
1 września 1922 roku otrzymał przydział do 2 pułku lotniczego w Krakowie, a w listopadzie tego roku został przeniesiony do 1 pułku lotniczego w Warszawie. 2 grudnia 1927 roku został wysłany na czteromiesięczny kurs dla dowódców eskadr przy Oficerskiej Szkole Lotniczej w Dęblinie. Po jego ukończeniu został przeniesiony do dyspozycji szefa Departamentu Aeronautyki Ministerstwa Spraw Wojskowych, a następnie do 3 pułku lotniczego w Poznaniu.
W lipcu 1929 roku objął dowództwo 13 eskadry liniowej, a w maju 1930 roku dowództwo I dywizjonu liniowego w 1 pułku lotniczym. Od maja 1932 roku służył w 5 pułku lotniczym w Lidzie. W lipcu 1933 roku został organizatorem i pierwszym dowódcą 51 eskadry liniowej. Od listopada 1933 roku do października 1937 roku dowodził I dywizjonem liniowym (w międzyczasie, w roku 1935, na krótko objął dowództwo 53 eskadry towarzyszącej). 27 czerwca 1935 roku został mianowany na stopień majora ze starszeństwem z 1 stycznia 1935 roku i 12. lokatą w korpusie oficerów aeronautyki (od 1937 roku – korpus oficerów lotnictwa, grupa liniowa). W latach 1937–1938 był słuchaczem II Kursu Wyższej Szkoły Lotniczej w Warszawie. W marcu 1939 roku znajdował się w dyspozycji szefa Biura Personalnego Ministerstwa Spraw Wojskowych (tzw. rezerwa Oddziału II SG).

### II wojna światowa
Po wybuchu II wojny światowej przedostał się do Wielkiej Brytanii, gdzie wstąpił do RAF i otrzymał numer służbowy P-1455. Po odbyciu szkolenia został przydzielony do 304 dywizjonu bombowego, gdzie służył jako pilot. 1 listopada 1942 roku wystartował z bazy RAF w Docking samolotem Vickers Wellington Mk IC „L” (nr ser. R1716) do lotu bojowego na patrolowanie Zatoki Biskajskiej i zwalczanie niemieckich okrętów podwodnych. Załoga nie powróciła z lotu, ich samolot został prawdopodobnie zestrzelony przez niemiecki myśliwiec. Wraz z majorem Skorobohatym zginęli: por. pil. Stanisław Krawczyk, nawigator por. obs. Alojzy Szkuta, por. Mieczysław Wodziński, radiotelegrafista sierż. Jan Rogala-Sobieszański oraz sierż. Zygmunt Sasal. Ciał nie odnaleziono.

### Rodzina
Był mężem Zofii, z którą mieli syna Lecha. Mieszkali na Zarzeczu w Wilnie.

## Ordery i odznaczenia[15]
- Krzyż Srebrny Orderu Wojskowego Virtuti Militari nr 8116 (27 lipca 1922)[16]
- Krzyż Walecznych (dwukrotnie)
- Medal Lotniczy (dwukrotnie)[17]
- Medal Niepodległości (23 grudnia 1933)[18]
- Srebrny Krzyż Zasługi (19 marca 1931)[19]
- Medal Pamiątkowy za Wojnę 1918–1921
- Medal Dziesięciolecia Odzyskanej Niepodległości
- Polowa Odznaka Obserwatora nr 39 (11 listopada 1928 - „za loty bojowe nad nieprzyjacielem w czasie wojny 1918–1920”)[20]
- Medal Zwycięstwa (Médaille Interalliée)
- Medal 10 Rocznicy Wojny Niepodległościowej (Łotwa, 1929)[21]